# Richard Correll
Richard Correll (Los Angeles County, 14 mei 1948) is een Amerikaanse televisieregisseur, acteur, schrijver en producent. Hij is de broer van cameraman en regisseur Charles Correll Jr., Barbara Correll en Dottie Correll en zoon van komiek Charles Correll. Als een tiener raakte Correll bevriend met komiek Harold Lloyd en zijn familie.
Als een kind had hij gedurende twee seizoenen een rol als Beavers vriend Richard Rickover in Leave It to Beaver (1957–1963). Daarnaast speelde hij onder meer in Still the Beaver, National Velvet en The Suite Life of Zack & Cody.
Hij regisseerde series als The Suite Life of Zack & Cody, Family Matters, What I Like About You, That's So Raven, So Little Time, The Amanda Show en Yes, Dear. Hij is mede-bedenker van de Disney Channel-serie Hannah Montana.

## Filmografie

### Als regisseur
- We Are Family (in productie)
- Cory in the House (6 afleveringen)
- The Suite Life of Zack & Cody (9 afleveringen)
- That's So Raven (2 afleveringen)
- That's So Raven: Raven's Makeover Madness
- Reba (1 aflevering)
- So Little Time
- Yes, Dear (3 afleveringen)
- The Amanda Show (3 afleveringen)
- The Norm Show
- Guys Like Us
- Two of a Kind (meerdere afleveringen)
- Holding the Baby
- Family Matters (78 afleveringen)
- Meego
- Girls Across the Lake
- Life with Roger
- Brotherly Love
- Kirk
- ABC Sneak Peek with Step by Step
- On Our Own
- Getting By
- Full House (4 afleveringen)
- Scorch (1 aflevering)
- Step by Step (2 afleveringen)
- Perfect Strangers (1 aflevering)
- Going Places
- Valerie
- Grown Ups

### Als schrijver
- Hannah Montana
- Happy Days